# Dirk Karkuth
Dirk Karkuth (ur. 9 stycznia 1962 w Gelsenkirchen, zm. 14 stycznia 2003 tamże) – niemiecki piłkarz, a także trener.

## Kariera piłkarska
W swojej karierze Karkuth reprezentował barwy zespołów STV Horst-Emscher oraz 1. FSV Mainz 05.

## Kariera trenerska
Karierę trenerską Karkuth rozpoczął w 1991 roku w zespole BSV Stahl Brandenburg, grającym w 2. Bundeslidze. Poprowadził go jeden raz, 19 października 1991 w przegranym 1:4 ligowym meczu z Eintrachtem Brunszwik. Następnym klubem w jego karierze był zespół Regionalligi – 1. FC Saarbrücken, który prowadził w latach 1997–1998. Potem był asystentem Wolfganga Franka w zespole 1. FSV Mainz 05 z 2. Bundesligi. W kwietniu 2000 zastąpił Franka na stanowisku szkoleniowca Mainz i prowadził go do końca sezonu 1999/2000 w 7 meczach 2. Bundesligi.
Od grudnia 2000 Karkuth był trenerem zespołu Chemnitzer FC, z którym w sezonie 2000/2001 spadł z 2. Bundesligi do Regionalligi. W sierpniu 2001 odszedł z klubu i później nie trenował już żadnego zespołu.